# Massimo Bacigalupo
Massimo Bacigalupo (né en 1947 à Rapallo en Italie) est un universitaire, spécialiste de la littérature américaine, un écrivain, essayiste, poète, traducteur de poésie, critique littéraire, cinéaste expérimental, producteur de cinéma et érudit italien. 
Il est l'un des membres fondateurs de la coopérative de cinéastes indépendants de Rome[réf. nécessaire]. Cinéaste du Cinema Indipendente Italiano, il a été influencé par le nouveau cinéma américain, par exemple par Stan Brakhage. Alessandro Leiduan l'a appelé « l'un des plus éminents représentants du cinéma underground italien » en 2011 dans la revue Babel : Littératures plurielles.
En plus d’être cinéaste, Bacigalupo est aussi un érudit. Il s'est spécialisé dans l'étude des œuvres d'Ezra Pound, de T. S. Eliot, de Wallace Stevens, de W. B. Yeats, et d’autres écrivains américains et anglais, qu’il a édités et traduits. Depuis 1990, Bacigalupo est professeur de littérature américaine à l'Université de Gênes.

## Biographie
Massimo Bacigalupo, fils de Giuseppe Bacigalupo et Frieda Bacigalupo (née Natali) a grandi à Rapallo. La maison de ses parents était un centre de la vie culturelle à Rapallo. Des écrivains, des poètes et des compositeurs comme Gerhart Hauptmann, Ezra Pound et Isaiah Berlin se sont rencontrés chez eux, mais aussi Enrico Paulucci, les « Gish sisters », et beaucoup d’autres. Un de ses films s'intitulera Lilian - une possible référence à Lillian Gish, et un hommage à elle et au réalisateur de Broken Blossoms.
Giuseppe Bacigalupo était un ami de Ezra Pound. Riewald appelle Giuseppe Bacigalupo le « médecin italien » de Pound. Le fait de connaître Pound a renforcé ses contacts, puis ses échanges littéraires avec Eva Hesse, Olga Rudge, avec la fille de Pound, Mary De Rachewiltz (née Rudge) et avec d’autres personnes proches de Pound.

## Œuvre

### Poésie
À Gênes, Bacigalupo a contribué à l’inauguration du Festival international de la poésie à la fin des années 1970, alors que cet événement était connu sous le nom de « Poésie en public » (Poesia in pubblico). Le deuxième festival, l'année suivante, s'appelait « Parole par musique ». Le comité d'organisation était composé de « Massimo Bacigalupo, Luciano Berio, Nicola Costa, Edoardo Sanguineti ». À l'époque, Bacigalupo avait motivé des poètes tels que Denise Levertov et Adrian Mitchell à venir à Gênes.

### Cinéma
Bacigalupo est un membre fondateur de la coopérative de cinéastes indépendants de Rome. Reconnu depuis le début comme un bon cinéaste[réf. nécessaire] par des critiques comme Adriano Aprà (connu aussi comme acteur, réalisateur, et scénariste italien), ses films ont été projetés et acquis par le Centre national d'art et de culture Georges-Pompidou (Paris) ; la Tate Modern (Londres) ; la Cinémathèque royale de Belgique ; le Filmmuseum de Vienne ; la Cinémathèque nationale italienne ou Cineteca Nazionale (Rome) ; Anthology Film Archives (New York) ; Marlborough Gallery (Londres) et la Kunsthalle de Düsseldorf.
Bacigalupo a fait ses débuts dans les courts métrages avec le film Quasi una tangente de 1966, qui a reçu le premier prix au festival de Montecatini Terme. La revue du cinéma Bianco e nero écrivait à l'époque : « La réalisation de Bacigalupo est hautement appréciée. ». Bianco a nero a également noté que le festival, qui était autrefois un festival amateur, était devenu un festival de films d'art underground ou expérimental. La nouvelle importance du festival du cinéma expérimental de Montecatini a également été reconnue par Giampaolo Bernagozzi. 
Viennent ensuite une série de courts métrages tels que 60 metri per il 31 marzo en 1968 et Migrazione(1970).
Dans les années 1960, Massimo Bacigalupo a également participé activement à une revue de film et de poésie appelée Touch, publiée depuis 1966 à Philadelphie et à Bochum en Allemagne. En 1969, il invite les cinéastes expérimentaux italiens Alfredo Leonardi, Tonino De Bernardi, Pia Epremian et Adamo Vergine à y participer. Steven Diamant, un ami de Bacigalupo, convainc Stan Brakhage, P. Adams Sitney, Ken Kelman, Bob Lamberton et George Stanley qu'ils doivent eux aussi contribuer à la revue par des poèmes ou des articles sur le cinéma. Le numéro 2 de février 1968 comprend des poèmes de P. Adams Sitney, George Stanley et Steven Diamant. Le numéro du printemps 1969 comprend un texte poétique sur le cinéma par Bacigalupo (« Towards film »), une interview avec Stan Brakhage par P. Adams Sitney, poésie concrète (« Organum multiplum ») par Alfredo Leonardi, le poème  « Esercizio di respirazione » de Guido Lombardi (en italien, accompagné d'une traduction en anglais réalisée par l'éditeur allemand), une publicité satirique pour sa prison privée par Adamo Vergine, les poèmes « Dei » (en italien et anglais) et « Epitafio » (en anglais) de Tonino de Bernardi, mais aussi les « Notes » sur cinq de ses films par Pia Epremian, et des textes d'Andreas Weiland sur trois films de Bacigalupo (« Es-pi'azione » , « Her » et « 60 metri per il 31 marzo ») , etc.. 
En 1970, Bacigalupo traduit en italien le livre programmatique de Stan Brakhage intitulé Métaphores de vision. En 1969, il avait participé à la première réunion européenne des cinéastes indépendants à Munich, aux côtés de Peter Kubelka, Kurt Kren, Valie Export, Gregory Markopoulos, les Heins, Werner Nekes et Dore O.
En plus de créer de nombreux films, Bacigalupo a écrit des critiques sur le cinéma underground pour des magazines tels que Filmcritica, Bianco & Nero et Film Culture, basé à New York. 
Au début des années 1970, Bacigalupo vit à New York. C'est ici qu'il achève le court métrage Warming Up, qui est diffusé immédiatement aux Anthology Film Archives dirigées par Jonas Mekas. Bacigalupo a également tourné un autre court métrage, Cartoline dall'America. Après 1975, il produit de nombreuses vidéos documentant des aspects du travail et de la vie de plusieurs amis artistes[réf. nécessaire].
En 2010, le 28e Festival du film de Turin présente une rétrospective consacrée à Bacigalupo et à son travail. 

### Critique littéraire et travail scientifique
Dans les années 1970, à New York, Bacigalupo rencontre des poètes tels que Barbara Guest, Ron Padgett, et Nick Piombino. Il poursuit des études avancées à l'Université Columbia à New York, où il écrit une thèse de doctorat sur les Cantos d'après guerre d'Ezra Pound. À New York, il a également rencontré sa femme, la danseuse de ballet Angela Kirsten[réf. nécessaire].
Tout en restant impliqué dans les arts, Massimo Bacigalupo est également engagé dans une série d'études et de traductions d'auteurs américains et britanniques. Pendant de nombreuses années, il s’est concentré sur l’œuvre d’Ezra Pound, mais il a également écrit sur d’autres auteurs, notamment sur Marianne Moore, Wallace Stevens, William Butler Yeats, Emily Dickinson, et Herman Melville.
Parmi ses œuvres critiques figurent L'ultimo Pound, 1981, et Grotta Byron, 2001.
Il a également été éditeur des éditions italiennes des œuvres de grands poètes modernes. En tant que traducteur, il a remporté le Premio Monselice, un prix de traduction littéraire, en 1992 pour sa traduction du Prélude de William Wordsworth. En 2001, il a reçu le Premio Nazionale di Traduzione (Prix national de la traduction)[réf. nécessaire].
En tant que professeur de littérature américaine et professeur de théorie et pratique de la traduction au département des langues et cultures étrangères de l'Université de Gênes, Bacigalupo a participé au Festival international de la poésie à Gênes. En ce qui concerne le festival de la poésie en 2001 (« la settima edizione del Festival Internazionale di Poesia, organizzato e diretto da Claudio Pozzani »), le quotidien italien La Repubblica a indiqué dans son édition de Gênes que Bacigalupo était responsable des événements qui ont présenté les deux poètes américains Charles Simic et Freddy Longo. Cela a eu lieu au palais ducal. Et quelques jours plus tard, Stefano Bigazzi a rapporté dans La Repubblica que Massimo Bacigalupo avait dirigé un autre événement, cette fois avec un poète qu'il avait déjà rencontré au festival de 1995: « Charles Tomlinson, considéré comme le plus important poète vivant de Grande-Bretagne ».

## Filmographie

### Filmographie partielle
- Quasi una tangente (1966)
- 60 metri per il 31 marzo  (1968)
- Her (1968?)
- Versus (1968)
- The last summer  (1969)
- Migrazione (1970)
- Warming Up (1973)
- Cartoline dall'America (1975)
- Into the House (1975/2010)

### Publications
(Liste non exhaustive)
- 2008 : Tigullio itineraries: Ezra Pound and friends, Gênes, Università degli studi.
- 2002 : Ezra Pound, Canti postumi, Milan, Mondadori.
- 2001 : Critica del Novecento / Criticizing the Twentieth Century, éd. par Massimo Bacigalupo et Anna Lucia Giavotto, Gênes, Tilgher.
- 1988 : Modernità dei romantici, éd. par Lilla Maria Crisafulli Jones et al., Naples, Liguori.
- 1987 : Life is ecstasy: a Transcendentalist Theme in Whitman, Pound, and other American poets, Université de Nice.
- 1985 : Ezra Pound, un poeta a Rapallo, Gênes, Edizioni S. Marco dei Giustiniani.
- 1981 : L'ultimo Pound, Rome, Edizioni di storia e letteratura.
- 1980 : The Forméd Trace: The Later Poetry of Ezra Pound, New York, Columbia Univ. Press.